# Ilandža
Ilandža è un villaggio della Serbia situato nella municipalità di Alibunar nel distretto del Banato Meridionale in provincia di Voivodina.

## Toponimo
In Serbia il villaggio è conosciuto come Ilandža (Иланџа), in Ungheria come Ilonc e in Germania è Ilandscha.

## Popolazione
Il villaggio è prevalentemente popolato dai Serbi e conta 1 727 abitanti (censimento del 2002).
- 1961: 2 926 abitanti
- 1971: 2 805 abitanti
- 1981: 2 426 abitanti
- 1991: 2 023 abitanti
- 2002: 1 727 abitanti